# 近藤明男
近藤 明男（こんどう あきお、1947年8月3日 - ）は、日本の映画監督。

## 来歴・人物
東京都世田谷区生まれ。
1966年、早稲田大学教育学部に入学。在学中から勅使河原宏監督『燃えつきた地図』、三隅研次監督『雪の喪章』の他、『ザ・ガードマン』などのTVドラマの助監督としてキャリアをスタートする。1970年、早稲田大学卒業後、大映に入社。増村保造らに師事。
大映倒産後、吉村公三郎監督『襤褸の旗』（1974年）をはじめ、中平康監督、須川栄三監督、中村登監督など、昭和の名匠のもとで助監督を務める。主な作品は、『大地の子守歌』（1976年）、『曽根崎心中』（1978年）、『ビルマの竪琴』（1985年・市川崑監督）など多数。
日米合作『将軍』（島田陽子・三船敏郎主演）、日中合作『炎の女・秋瑾』（謝晋監督）、日仏合作『夢の夢のあと』（高田賢三監督）に参加。その後、1985年、『想い出を売る店』（日仏伊合作）で監督デビュー。
1986年、美空ひばり主演のテレビ遺作『女ひとり旅』の演出。1987年、『ザ・瀬戸大橋-21世紀への架け橋』で第25回ギャラクシー賞（奨励賞）受賞。
2007年、監督作品『ふみ子の海』が全国上映され、封切りから3年を過ぎる異例のロングラン上映となる。
第31回山路ふみ子映画賞福祉賞受賞。平成20年度児童福祉文化賞（映像・メディア部門）受賞。本作で、盲目の主人公の師匠である笹山タカ役を演じた高橋恵子は、第62回毎日映画コンクール女優助演賞、第17回日本映画批評家大賞助演女優賞を受賞。
2011年、監督作品『エクレール・お菓子放浪記』全国上映。新藤兼人賞2011・銀賞受賞。
2019年の太宰治生誕110周年を記念し、太宰の生涯を実写映画化した『斜陽』を同年秋に公開予定だったが、クランクインは2021年10月に延期された。

## 監督作品
- 想い出を売る店（1985）[5]
- ふみ子の海（2007）[5]
- エクレール・お菓子放浪記（2011）[5]
- うさぎ追いし — 山極勝三郎物語 —（2016）[1][5]